# Al-Shahaniya
Al-Shahaniya (em árabe: الشحانية‎‎, romanizado como: Ash Shīḩānīyah) é um município (de 3 299 km2) do Catar, tendo como sede municipal a cidade do mesmo nome (39 km2). Anteriormente no município de Al Rayyan, mas agora um município independente, a sede do município foi delimitada em 1988 pela Lei n.º 22. Em 2014, o gabinete ratificou um projeto que altera algumas disposições da lei de 1988, formalizando assim Al Shahaniya como o oitavo município do Catar.

## Etimologia
O nome de Al-Shahaniya deriva de uma planta conhecida localmente como 'sheeh', que era valorizada por seus efeitos anti-inflamatórios. Uma variação desse nome é Al-Sheehaniya. O nome latino da planta é Artemisia inculta, que é uma planta perene aromática que cresce com frequência na região do Oriente Médio e Norte da África, mas que é rara no Catar devido aos solos inadequados.

## História
Em 2014, Al-Shahaniya se separou do município de Al Rayyan para formar seu próprio município independente. Integrando aproximadamente 35% da área de Al Rayyan no novo município, algumas das localidades ocidentais de Al Rayyan, como Al Gharbiam, Al Utouriya, Al Jemailiya, Umm Bab, Rawdat Rashed, Al Nasraniya, Dukhan e Al Khurayb também foram incluídos no novo município. Mohammed Al-Sahooti foi o primeiro prefeito do município. Em 2017, Mohammed Saif Al Hajri tornou-se o atual prefeito.

## Geografia

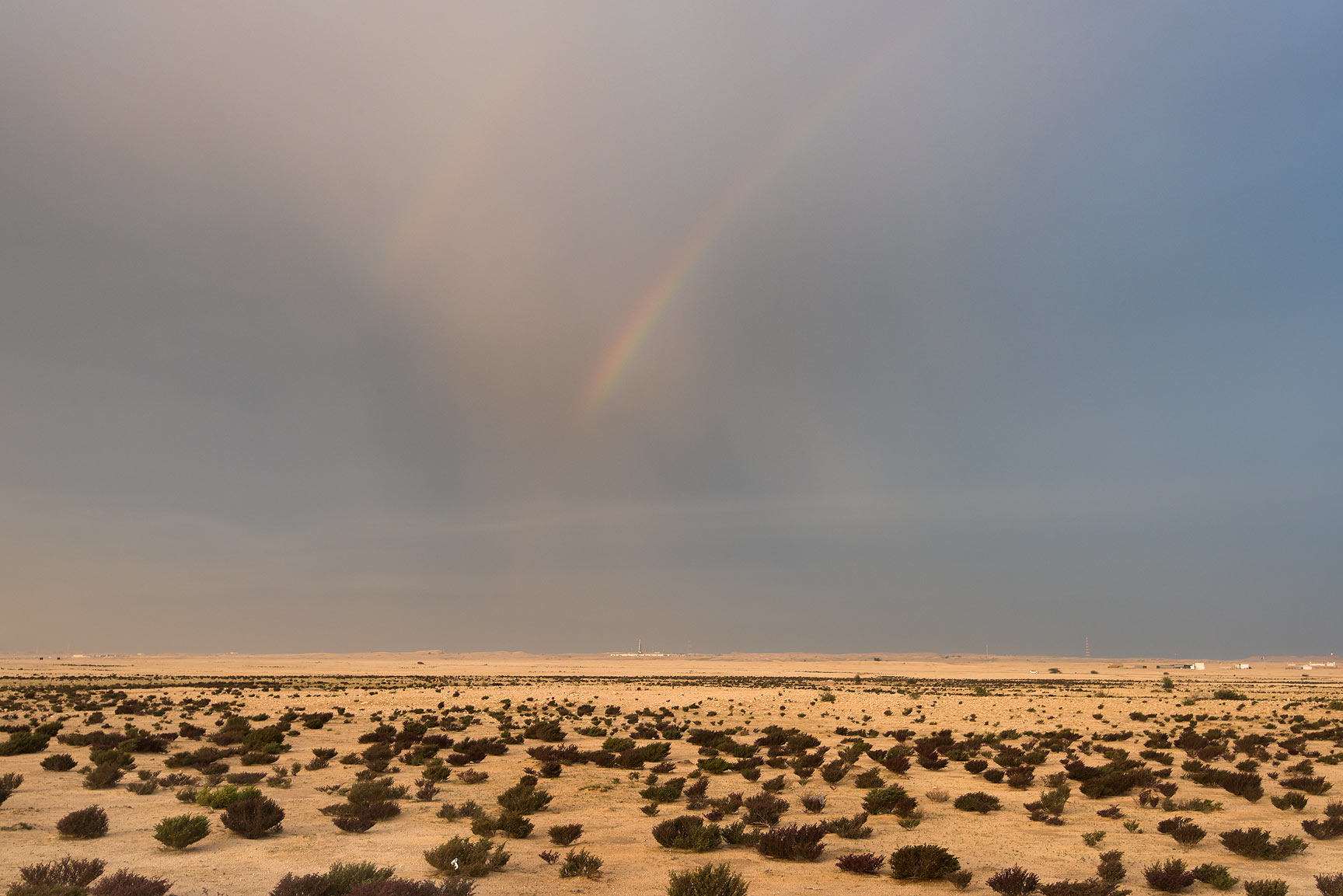
Arco-íris sobre Rawdat Jarrah, uma depressão ao norte de Dukhan.

O município é conhecido por suas superfícies de terreno submersas e vastas planícies. Como tal, existem mais de 40 planícies e 487 rawdas (depressões), sendo a mais importante a Rawdat Rashed. Outras características geográficas listadas pelo Ministério do Município e Meio Ambiente incluem 169 jeris (riachos, 71 colinas, sete planaltos, 13 sabkhas e 15 cabos. Colinas rochosas e penhascos de calcário são encontrados em abundância ao redor da área geral de Dukhan. Apenas uma ilha é encontrada fora de sua costa, sendo a Ilha de Janan.
Grande parte do município é ocupada pela Reserva da Biosfera de Al Reem, e há várias pequenas vilas espalhadas ao longo da rodovia principal da reserva. Essas vilas normalmente têm menos de 100 habitantes e foram construídas sobre as poucas fontes de água existentes na região, como geralmente se reflete em seus nomes.
A cidade de Al-Shahaniya é o maior assentamento do município e também do centro do Catar. Ele está localizado a meio caminho entre Dukhan e a capital Doha, e está situado próximo à rodovia Dukhan. Como um centro urbano, ele serve como um local central para assentamentos rurais circundantes, como Rawdat Rashed e Al Khurayb. A maioria das atividades associadas às corridas de camelos e à criação de órix no Catar ocorrem dentro do município.
A oeste de Al-Shahaniya está Dukhan, que constitui a cidade ocidental mais importante do Catar. É uma cidade industrial e foi construída para fins de extração de petróleo. A Qatar Petroleum é a principal responsável pelo desenvolvimento e administração da cidade. Porções de Dukhan se expandiram para fora dos limites da concessão, essas seções são controladas pelo Ministério do Município e Meio Ambiente.

## Divisões administrativas
O município está dividido em 7 zonas que são divididas em 467 blocos.

### Zonas administrativas
As seguintes zonas foram registradas no censo populacional de 2015:
| Zone      | Distrito               | Área (km²) | População (2015) |
| --------- | ---------------------- | ---------- | ---------------- |
| N.º 72    | Al Utouriya            | 662,2      | 1 232            |
| N.º 73    | Al Jemailiya           | 623,3      | 1 685            |
| N.º 80    | Cidade de Al-Shahaniya | 287,1      | 138 509          |
| N.º 82    | Rawdat Rashed          | 454,1      | 26 258           |
| N.º 84    | Umm Bab                | 494,1      | 5 305            |
| N.º 85    | Al Nasraniya           | 423,2      | 1 308            |
| N.º 86    | Dukhan                 | 365        | 13 274           |
| Município | Município              | 3309       | 187 571          |

### Distritos
Outros assentamentos em Al Shahaniya incluem:
- Abu Nakhla (em árabe: أبو نخلة)
- Abu Sidrah (em árabe: أَبُو سِدْرَة)
- Afjan (em árabe: عفجان)
- Al Hamla (em árabe: الهملة)
- Al Kharsaah (em árabe: الخرسعة)
- Al Khattiya (em árabe: الخطية)
- Al Khurayb (em árabe: الخريب)
- Al Qa'iya (em árabe: القاعيه)
- Al Ruwais West (em árabe: الرويس الغربية)
- Al Sahla Al Shamaliya (em árabe: السهلة الشمالية)
- Al Samriya (em árabe: السمرية)
- Al Shabhana (em árabe: الشبهانة)
- Al Salamiya (em árabe: السلمية)
- Al Suwaihliya (em árabe: السويحليه)
- Al Zeghain (em árabe: الزغين)
- Al Owaina (em árabe: لعوينة)
- Jelaiha (em árabe: جليحة)
- Lehsain (em árabe: لحصين)
- Lehsiniya (em árabe: لحسنية)
- Madinat Al Mawater (em árabe: مدينة المواتر)
- Qaryat Al Refaiq (em árabe: قرية الرفيق)
- Qaryat Al Muhanna (em árabe: قرية المهنا)
- Ras Abrouq (em árabe: راس بروق)
- Umm Al Daah Khawzan (em árabe: ام الداه خوزان)
- Umm Al Maqarin (em árabe: ام المقارين)
- Umm Al Qahab Al Jadeeda (em árabe: ام لقهاب الجديدة)
- Umm Al Qahab Al Qadeema (em árabe: ام لقهاب القديمة)
- Umm Al Zubar Al Qibliya (em árabe: أم الزبار القبلية)
- Umm Al Zubar East (em árabe: ام الزبار الشرقية)
- Umm Ghuwailina (em árabe: أم غويلينة)
- Umm Lebrak (em árabe: ام لبراك)
- Umm Leghab (em árabe: ام لقهاب)
- Umm Leghab West (em árabe: ام لقهاب الغربية)
- Umm Taqa (em árabe: ام طاقة)
- Umm Wishah (em árabe: ام وشاح)
- Wadi Laswaq (em árabe: وادي لسواق)
- Wadi Lejmal Al Shamali (em árabe: وادي لجمال الشمالي)
- Zekreet (em árabe: زكريت)

## Economia

### Petróleo e gás natural

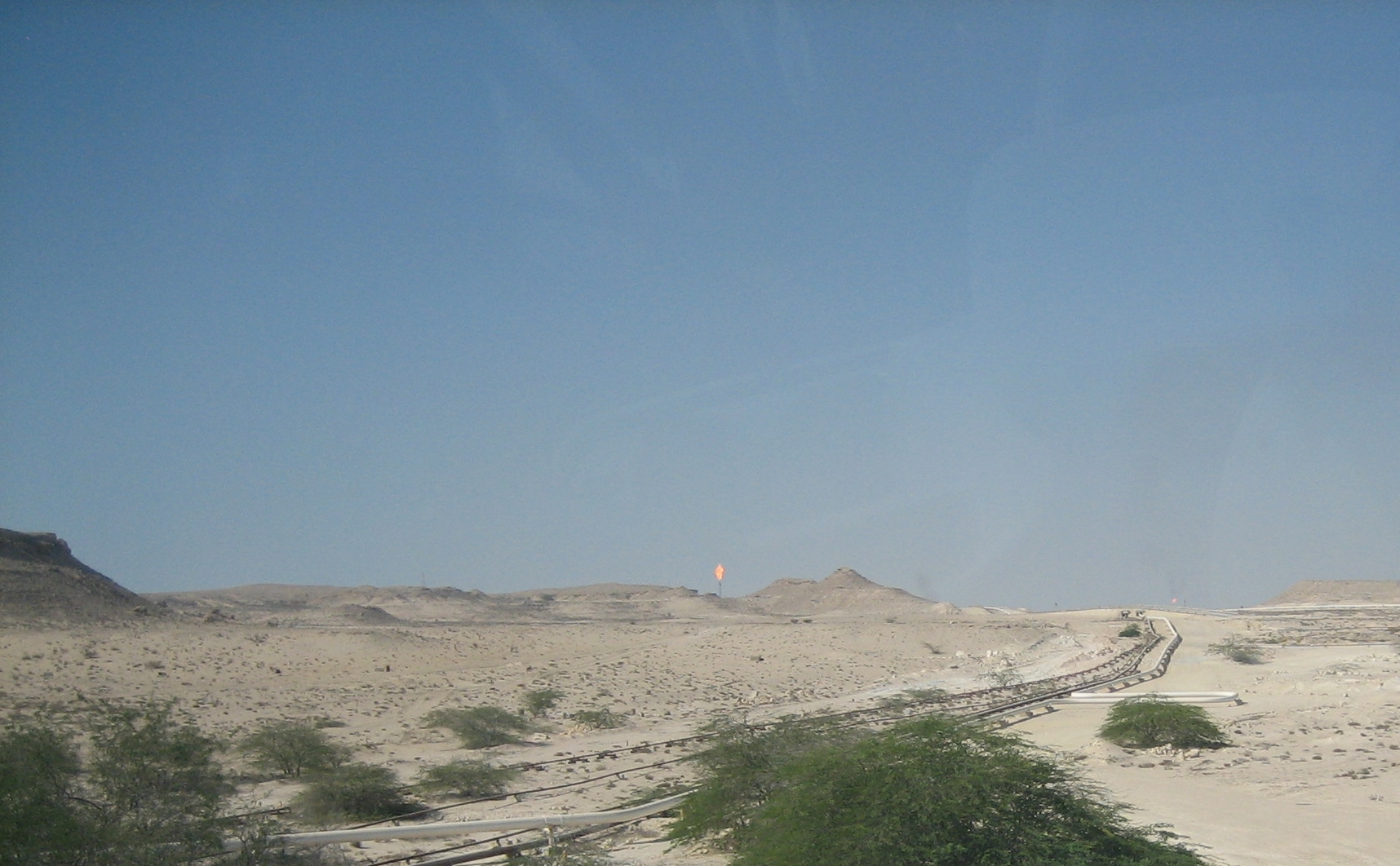
Sistema de oleoduto para poços de petróleo de Dukhan.

Nos primeiros dias da exploração de petróleo e gás natural, Dukhan era a cidade industrial mais importante do Catar. A exploração de petróleo ocorreu pela primeira vez em 1935. Isso foi seguido pela primeira perfuração de poço de petróleo de Dukhan em 1940. Atualmente, Dukhan representa um dos quatro centros industriais históricos do Catar. Além de suas instalações de processamento de petróleo e gás natural, Dukhan também hospeda uma estação de dessalinização e uma estação de tratamento de esgoto.
Dutos de distribuição de gás natural e óleo e estações de bombeamento estão localizados na cidade de Al-Shahaniya, Al Khurayb e Mazrouah.

### Manufatura
Ao sul de Dukhan fica a cidade industrial de Umm Bab. Além de acomodar a primeira grande indústria não relacionada ao petróleo do Catar na forma de uma instalação de processamento de cimento que começou a operar em 1969, também existem instalações menores de separação de óleo e gás na cidade.
Um importante campo poço do governo em Rawdat Rashed foi historicamente usado como fonte de água para a indústria de cimento de Umm Bab. Atualmente, Rawdat Rashed é um dos três principais aterros sanitários no Catar, sendo usado principalmente para resíduos de construção e demolição.

### Agricultura

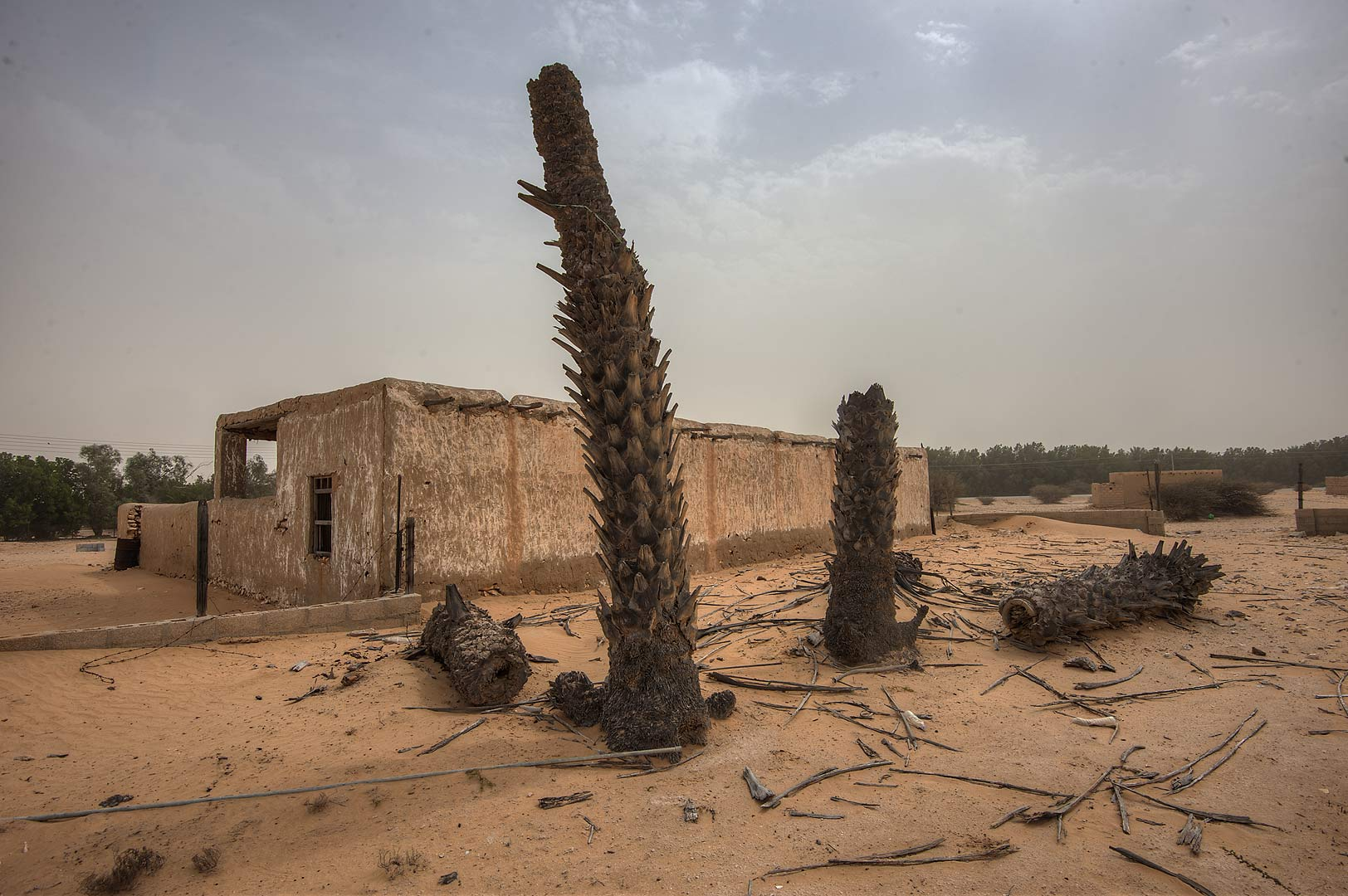
Palmeiras nos arredores da Fazenda Khalil bin Mubarak bin Atiq em Al Jemailiya

A agricultura é escassa no setor sul de Al Shahaniya devido à falta de água subterrânea e solos inadequados. Várias fazendas estão localizadas perto do sistema de aquífero de Rawdat Rashed. Existem também pequenos grupos de fazendas perto de Al Jemailiya e Al Utouriya.
Em abril de 2018, a Estação de Pesquisa de Produção Animal foi estabelecida na cidade de Al-Shahaniya pelo Ministério do Município e Meio Ambiente. Abrangendo cerca de 78 000 metros quadrados e construídas a um custo de QR 30 milhões, suas instalações incluem uma estação de pesquisa, galpões de animais e uma clínica veterinária.
Há um grande viveiro de plantas de propriedade do governo que se estende por mais de 2 500 metros quadrados na vila de Al Utouriya. As plantas cultivadas neste viveiro são utilizadas para pesquisas e também distribuídas para ministérios governamentais.
Em uma tentativa de melhorar a autossuficiência alimentar do país, a Al Faisal Holding anunciou em 2017 que construiria uma granja em Al Shahaniya com capacidade de produção de 3,5 milhões de frangos anualmente e 80 000 ovos por dia.

## Educação

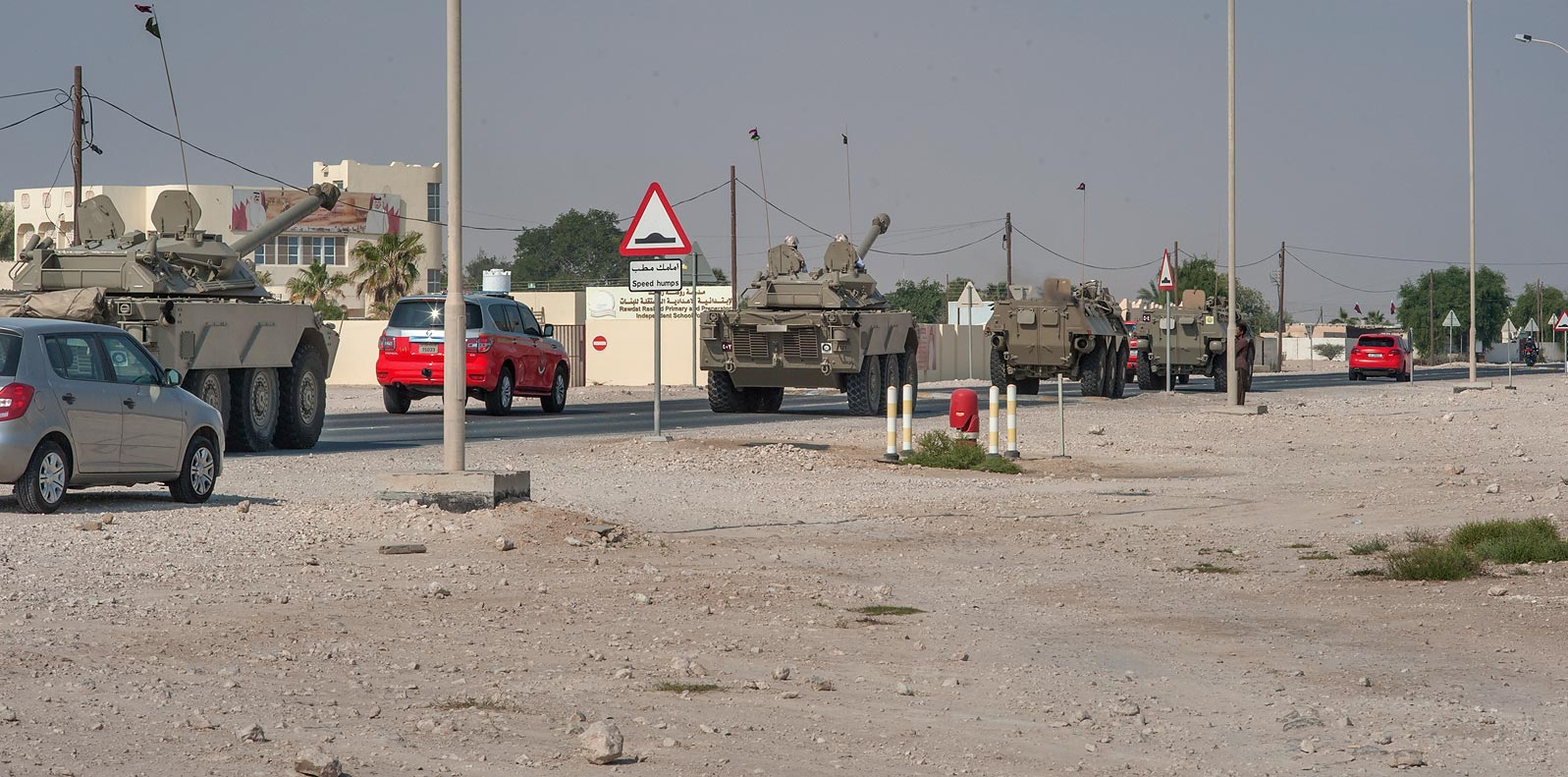
Comboio militar perto da escola primária e preparatória independente Rawdat Rashed para meninos

De acordo com o censo educacional de 2016, trinta e uma escolas públicas operam dentro dos limites de Al Shahaniya. Dessas escolas, dezessete são exclusivamente para meninas e as quatorze restantes são reservadas para meninos. Os alunos do sexo feminino eram 2 090, superando por pouco os 2 036 estudantes do sexo masculino.

## Saúde
De acordo com o censo governamental de 2015, oito centros de saúde funcionam no município. Em janeiro de 2012, as autoridades do Catar, em conjunto com o governo cubano, inauguraram o Hospital Cubano em Dukhan. O hospital está localizado na parte de Dukhan sob jurisdição municipal e atende toda a região oeste.

## Transportes

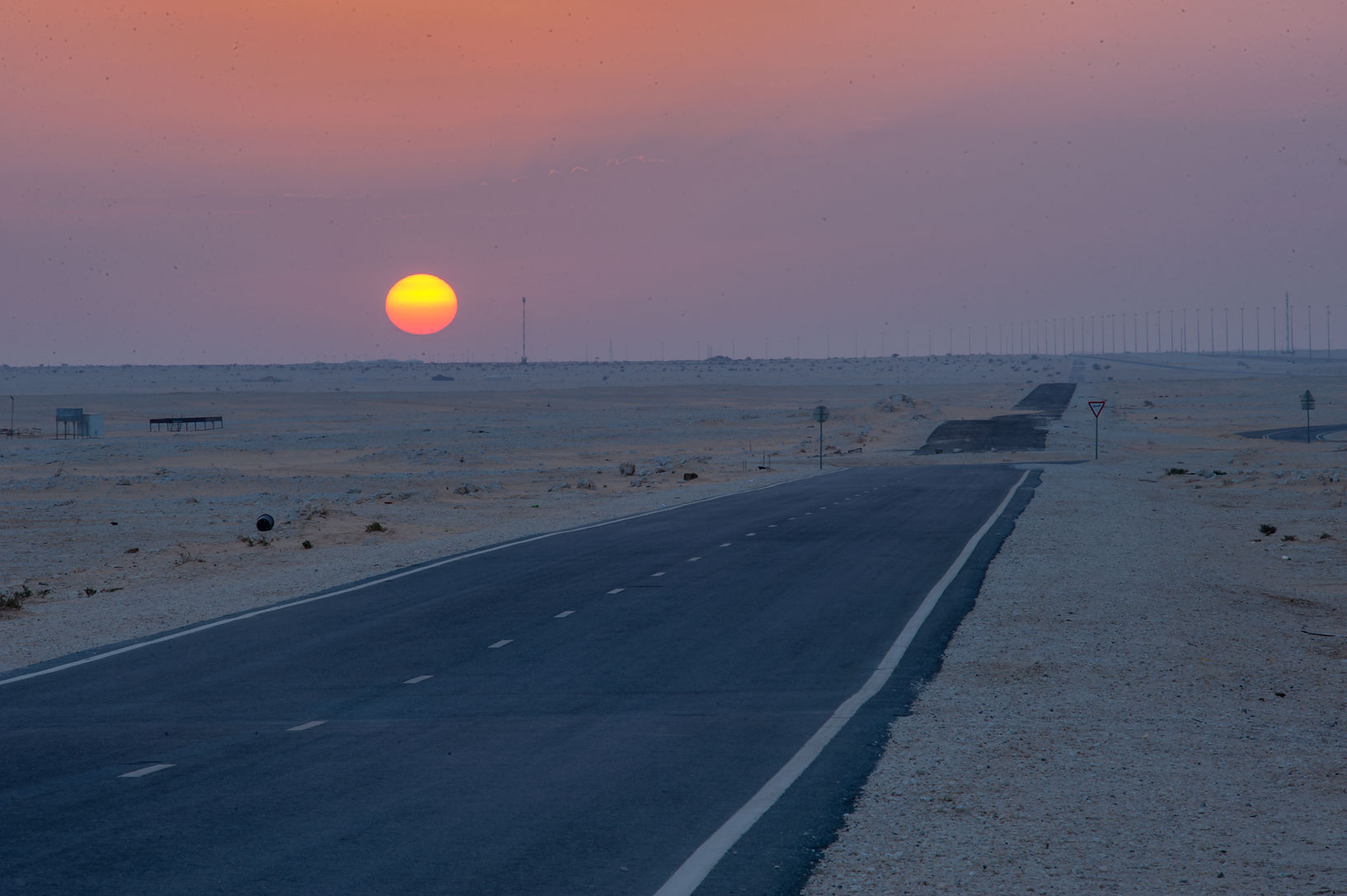
Estrada de serviço perto da rodovia Dukhan, entre Dukhan e a cidade de Al-Shahaniya

A rodovia de Dukhan é a principal rodovia do município, estendendo-se desde a capital Doha até Dukhan. Ashghal (a Autoridade de Obras Públicas) iniciou um projeto de reforma da rodovia em 2011. As obras da segunda fase foram concluídas em 2014, com novas adições, incluindo duas passagens subterrâneas para camelos e uma ciclovia.

## Infraestrutura
Na cidade de Al-Shahaniya, um complexo de defesa pública em grande escala foi inaugurado em 2010. Filiais de várias organizações de segurança estão hospedadas no complexo, como o Departamento de Segurança de Dukhan. Dois edifícios notáveis no complexo são o Centro de Serviços de Shahaniya, que gerencia passaportes e documentos de viagem, e o Centro de Defesa Civil de Shahaniya. Ao norte do complexo de serviços públicos, na saída da rodovia de Al Utouriya, fica a sede municipal.
Uma base militar conhecida como Acampamento do Exército Al Duhailiyat está localizada em Al Dehailiyat, uma área perto da cidade de Al Shahaniya.

## Esportes

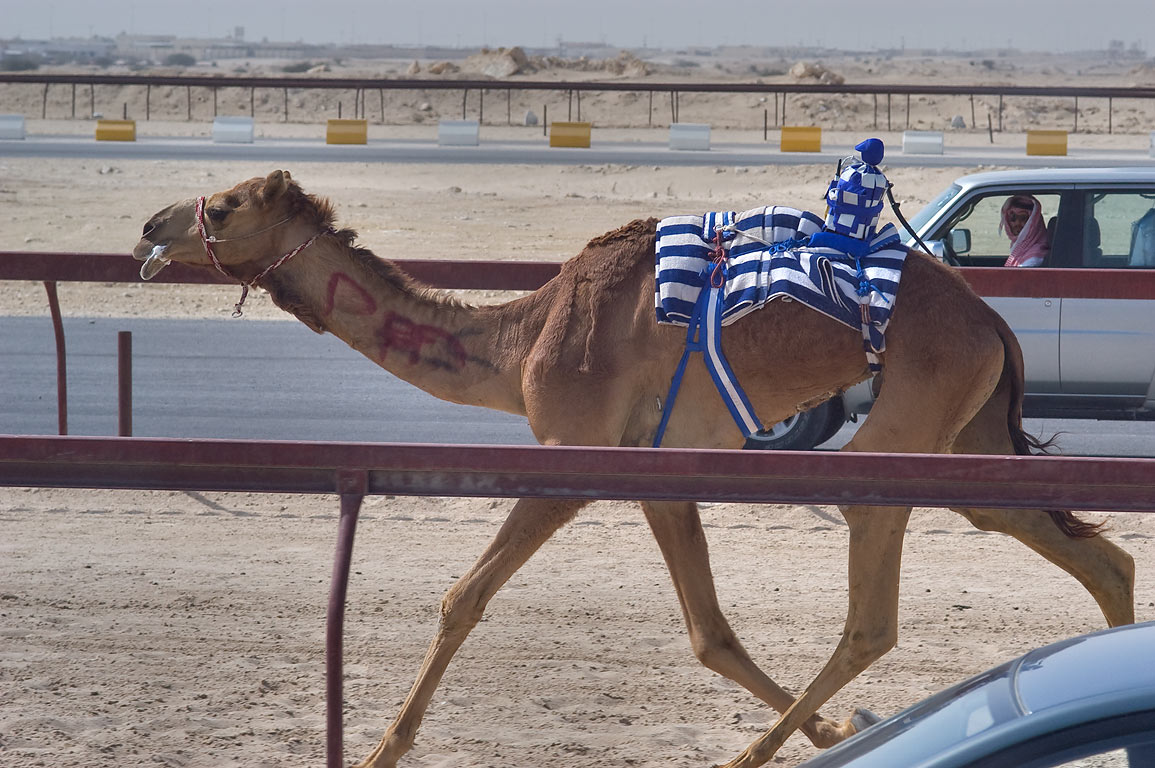
Jóquei de camelo robótico em uma corrida de camelo em Al-Shahaniya.

O Al-Shahania Sports Club está localizado no município. Formado em 1998, o clube foi originalmente baseado em Al Jemailiya, mas mudou sua sede para a cidade de Al-Shahaniya em 2001. É mais notável por seu time de futebol, que a certa altura participou da principal liga de futebol do Catar, a Qatar Stars League.
A principal pista de corrida de camelos do Catar e as instalações de treinamento de camelos também estão localizadas na sede do município. Os robôs são usados para manobrar os camelos. Uma competição importante que ocorre na pista é o Festival de Camelos do Fundador Sheikh Jassim bin Mohammed bin Thani.

## Atrações
Em 1979, o governo do Catar dividiu uma área de 12 quilômetros quadrados de Al-Shahaniya como santuário para os órixes-da-arábia, tornando-a uma das primeiras áreas ambientais protegidas do país. Os órixes da reserva foram transportados da Fazenda Muaither pelo xeique Abdulrahman bin Saud Al Thani. Havia cerca de 100 animais na reserva em 1988. Além dos órixes, existe uma área da reserva onde vivem avestruzes-de-pescoço-vermelho.
O Museu Sheikh Faisal Bin Qassim Al Thani é um enorme museu de 530.000 metros quadrados e 3 edifícios, fundado em 1998 no município. Ele está localizado em Al Samriya, uma localidade da cidade de Al-Shahaniya e é acessível através da rodovia de Dukhan.